# 嘉陵荡
嘉陵荡是一个位于中国江苏省无锡市、苏州市常熟市的淡水湖，面积约为1.39平方千米，属于长江区。它的一级流域为长江流域，二级流域为长江干流水系。